# Manaos (Brasil)
Manaos (en portugués: Manaus, AFI: [mɐˈnaws] o [mɐˈnawʃ]) es la capital del estado de Amazonas, y el principal centro financiero e industrial de la Región Norte de Brasil. Está localizada en el centro de la mayor selva tropical del mundo, cerca de la confluencia del río Negro con el río Solimões. El puerto de Manaus es el puerto fluvial más grande del mundo.  Manaos pertenece a la Mesorregión del Centro Amazonense y a la microrregión homónima. Es la ciudad más poblada de la Amazonía, con 2.094.391 habitantes y aproximadamente 2,5 millones de habitantes para su área metropolitana, según los datos del Instituto Brasileño de Geografía y Estadística. La ciudad aumentó gradualmente su participación en el producto interno bruto (PIB) en los últimos años, pasando a ser el 1,4% de la economía del país. En el ranking de la revista América Economía, Manaus aparece como una de las 20 ciudades más importantes para hacer negocios en América Latina, por delante de capitales de países latinos como San Salvador y La Paz.
Fue fundada en torno a 1669 por los portugueses como la fortaleza São José do Rio Negro; fue elevada a villa en 1832 con el nombre de Manaus en homenaje a la nación de los indios manaós, siendo legalmente convertida en ciudad el 24 de octubre de 1848 con el nombre de Cidade da Barra do Rio Negro. El 4 de septiembre de 1856 nuevamente tuvo su nombre actual. Se dio a conocer a principios del siglo XX, en la fiebre del caucho. En ese momento fue nombrada "Corazón de la Amazonía" y "La ciudad de los bosques". Entre las exportaciones de la ciudad destacan el caucho, las nueces del Brasil, la madera y otros productos. Sus principales actividades económicas son la refinería de petróleo, la industria alimentaria, el turismo y la fabricación de jabones, motocicletas, bebidas, informática y productos químicos. Su principal motor económico es la Zona Franca de Manaos.
Entre los sitios representativos de la ciudad destacan la Universidad Federal del Amazonas, el Teatro Amazonas, el Encuentro de las Aguas y el puente sobre el río Negro. Manaos fue una de las doce subsedes de la Copa Mundial de Fútbol de 2014.

## Etimología
El nombre Manaus (Manaos) proviene de los manaós, la tríbu indígena más importante de la región antes de la llegada de los colonizadores portugueses. En lengua indígena significa «Madre de los dioses».

## Historia

### Población antes de los colonizadores

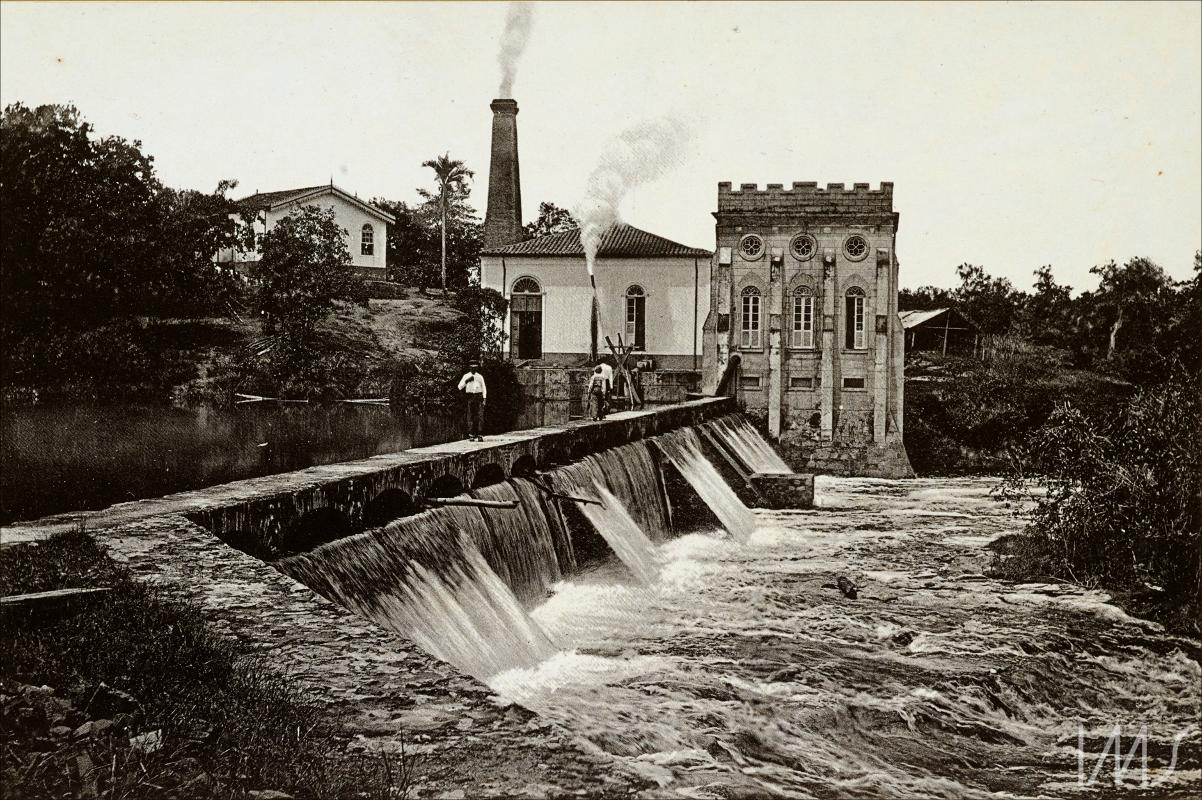
Hidroeléctrica de Cachoeira Grande en 1890

La región de Manaos, antes de la llegada de los colonizadores, estuvo habitada por pueblos indígenas, entre los que destacaban los manaós, banibas, passés y los barés. El 3 de junio de 1542, la expedición del español Francisco de Orellana descubrió el río Negro, al que le puso nombre.

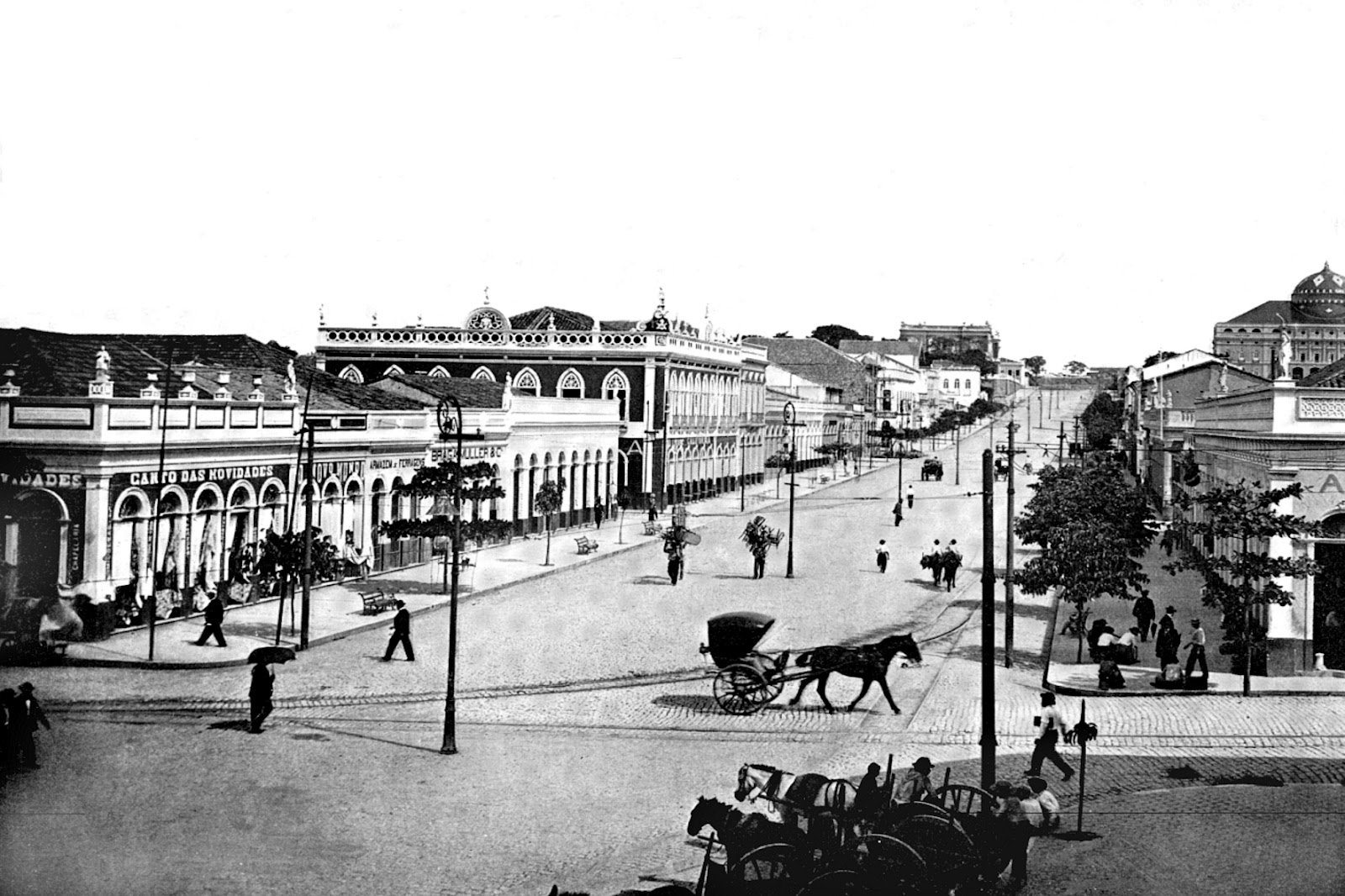
Imagen de la Avenida Eduardo Ribeiro en 1901.

Manaos comenzó siendo un pequeño fuerte cuadrangular hecho de piedra y barro, y cuatro cañones, llamado Forte de São José da Barra do Rio Negro, destinado a proteger de las invasiones extranjeras (en especial de los neerlandeses y españoles) la entrada a la Amazonia occidental, función que desempeñó durante 114 años.

### Guerra de los manaós
Entre los años 1723 y 1728 se desarrolló un conflicto entre los portugueses y la tribu de los manaós, que se negaban a ser dominados para servir como mano de obra esclava. Las luchas cesaron cuando los militares comenzaron a vincularse con los indígenas a través de matrimonios con las hijas de los caciques, iniciándose así, un intenso mestizaje en la región, que dio origen a los caboclos.
Después de la construcción de la fortificación, en la que participó población indígena, la población había crecido tanto, que en 1695, para ayudar con la evangelización de los indios, los carmelitas, jesuitas, mercedarios y los franciscanos construyeron una capilla en las cercanías del fuerte a la que llamaron "Nuestra Señora de la Concepción" que, con el tiempo, pasó a ser la patrona de la ciudad.

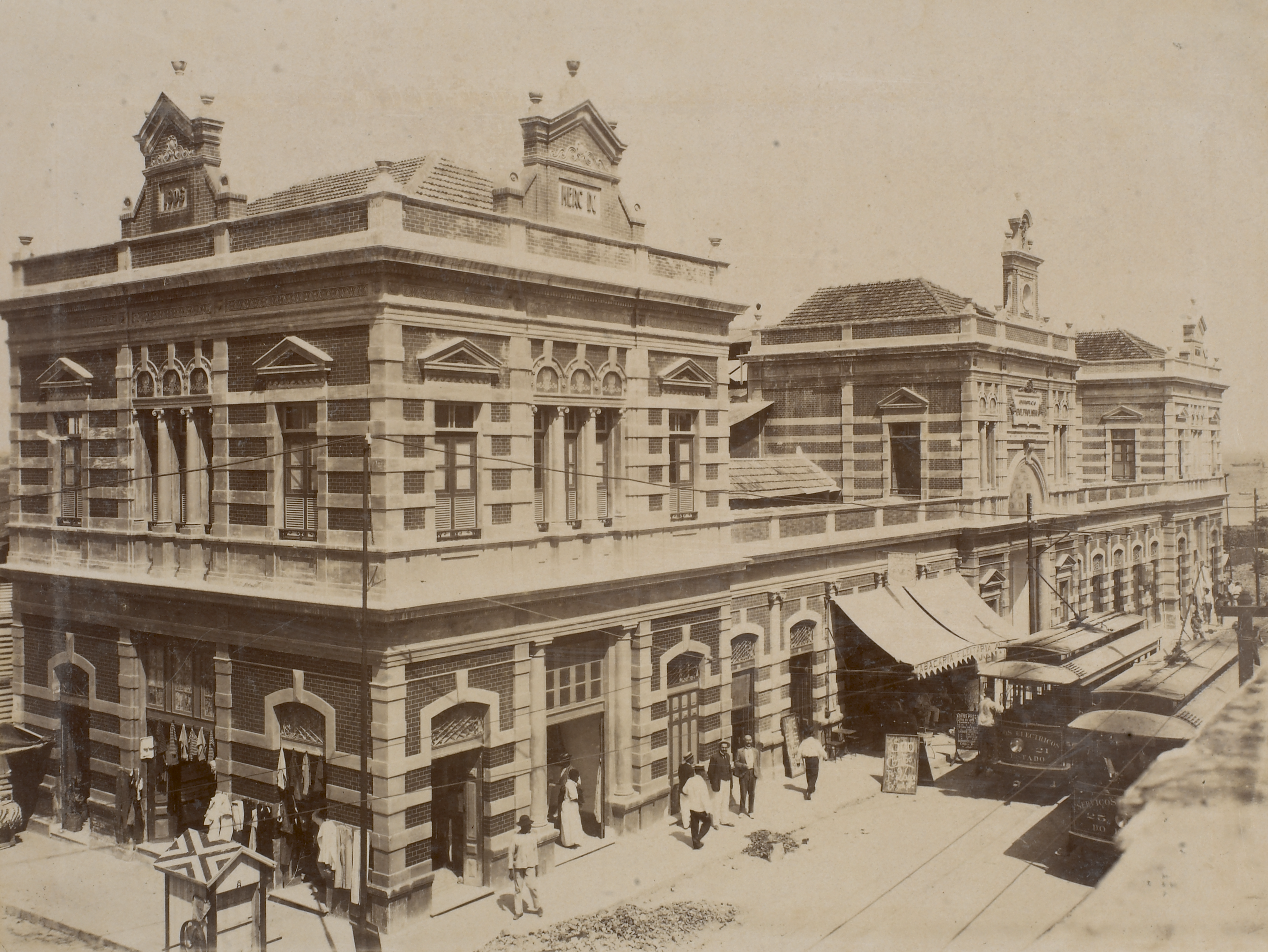
Mercado Público, 1906.

### Capitanía de San José del Río Negro
La Carta Regia del 3 de marzo de 1755, creó la Capitanía de San José del Río Negro, con sede en Mariuá (actual Barcelos, municipio cercano a Manaos), pero el gobernador Lobo D'Almada temiendo invasiones españolas, trasfirió la sede nuevamente al Lugar da Barra en 1791, por localizarse en la confluencia de los ríos Negro y Amazonas, que era un punto estratégico. La sede volvió a ser Mariuá en 1799 y en 1808 pasa a ser definitivamente el Lugar da Barra.
El día 13 de noviembre de 1832, el Lugar da Barra obtuvo la categoría de villa, con el nombre Vila de Manaus, que mantendría hasta el 24 de octubre de 1848, cuando con la ley 145 de la Asamblea Provincial Paraense, pasó a llamarse Cidade da Barra do Rio Negro. El 4 de septiembre de 1856, el gobernador Herculano Ferreira Pena nombra definitivamente a la ciudad como Manaus, mediante ley n.º 68 aprobada por la Asamblea Provincial.
Durante el periodo imperial, surgió entre 1835 y 1840, la Cabanagem, revuelta de Tapuyas, caboclos, negros e indios liderados por Antônio Vinagre e
Eduardo Angelim, que se levantaron contra la élite política para arrebatarles el poder. Como resultado de las luchas, murieron cerca de treinta mil caboclos e indios.

## Fiebre del Caucho
Entre 1890 y 1910 la ciudad de Manaos vive el auge de la llamada fiebre del caucho, lo que produjo un proceso migratorio que atrajo brasileños de otras regiones, así como extranjeros, sobre todo portugueses, ingleses, franceses, italianos y de otras regiones de América.
Este proceso migratorio y el aumento de población consiguiente, tuvieron un papel importante en la transformación de la ciudad, en la que se creó el servicio de tranvías eléctricos, telefonía, energía eléctrica (la segunda red eléctrica de Brasil, (fechada en 1895), alumbrado público, un sistema de abastecimiento de aguas a partir de la construcción del reservorio del Mocó y un puerto fluvial de grandes dimensiones.
Se construyeron largas y amplias avenidas sobre pantanos, con calzadas de granito y piedra lioz importadas de Portugal, plazas y jardines con fuentes y estatuas, y edificios imponentes y lujosos, como el Teatro Amazonas, el Palacio de Justicia, el Mercado Municipal y el edificio de la Aduana. Por todo este derroche de lujo, la ciudad  fue conocida como el París de los trópicos.
En 1910, Manaos vivía todavía la euforia de los altos precios del caucho, cuando se vio sorprendida por la gran competencia que representaban las explotaciones de caucho asiáticas, que invadieron rápidamente los mercados internacionales. El fin del dominio del negocio de las plantaciones amazónicas significó el inicio de una lenta agonía de la economía de la región. El comercio de la ciudad disminuyó, así como las importaciones de artículos de lujo superfluo. La población disminuyó y muchos edificios y servicios públicos quedaron abandonados.
El libro de Alberto Vázquez-Figueroa titulado Manaos recoge y explica esta situación.

## Zona Franca de Manaos
La Zona Franca de Manaos (ZFM) fue creada por decreto Ley n.° 288 de 28 de febrero de 1967 para ayudar al desarrollo de la región, creando industrias que hoy forman el Polo Industrial de Manaos, área de libre comercio de importación, exportación e incentivos fiscales especiales.
La Zona Franca es el principal centro financiero del norte de Brasil y uno de los más modernos de América Latina. Está impulsado por el gobierno brasileño como base económica en la Amazonía occidental, para promover la integración social y productiva local, disminuir la desigualdad regional y diversificar la estructura productiva.
En el estado de Amazonas existen cerca de medio millar de empresas de mediano y gran tamaño, tanto brasileñas como extranjeras (Japón, Estados Unidos, Finlandia, Holanda, España, Corea, China, e India).
Estas empresas fabrican o montan principalmente productos electrónicos, electrodomésticos, motocicletas, bicicletas y otros bienes de consumo destinados fundamentalmente al mercado nacional, así como al suramericano y estadounidense.

## Geografía

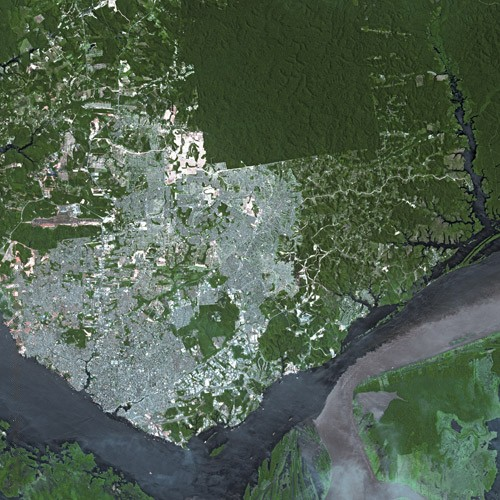
La ciudad fotografiada por satélite

Manaos está situado en la microrregión homónima y la Mesorregión del Centro Amazonense, en la margen izquierda del río Negro. Con un área de 11 401 km² y una densidad de 152,50 hab/km², es la mayor ciudad de la región norte de Brasil y la cuarta área urbana de Brasil, con 427 km². En los alrededores existen pequeños archipiélagos y áreas ecológicas, destacando el archipiélago de Anavilhanas, y el encuentro de las aguas, famosa carta postal de la ciudad. Limita con los municipios de Presidente Figueiredo, Careiro, Iranduba, Rio Preto da Eva, Itacoatiara y Novo Airão.

### Clima
Manaos tiene un clima tropical monzónico (Am en la clasificación climática de Köppen), con un aumento de las precipitaciones en verano y una temperatura media anual de 26,7 °C, la humedad relativa es alta durante todo el año, con promedios mensuales de entre 76 y 89%.
Debido a la proximidad con la línea ecuatorial, el calor es constante. No existen días fríos durante el invierno, y las masas de aire polar, muy intensas en el centro-sur y suroeste de la Amazonía, aunque raramente, pueden hacer que las temperaturas bajen hasta los  18 °C. La proximidad de los bosques por lo general evita los días de calor extremo y hace que la ciudad sea muy húmeda.
La precipitación media anual es de 2307,4 mm, el mes más seco es agosto, cuando solo hay aproximadamente 55 mm de precipitaciones. El mes más lluvioso es marzo cuando caen 335,2 mm de lluvias en promedio. La temperatura más baja oficialmente registrada en Manaos fue de 12 °C el julio. Ha habido casos ocasionales de granizo en ciudad. Según datos del Instituto Nacional de Meteorología (INMET) la temperatura mínima registrada en Manaus fue de 12,1 °C, el 9 de julio de 1989, y la mayor  39 °C, registrada el 21 de septiembre de 2015.
El 26 de noviembre de 2009, el INMET alertó por lluvia ácida en la ciudad. De acuerdo con el Instituto, la contaminación del aire fue causada en gran parte por la acumulación de humo de los incendios asociada con el dióxido de carbono emitido por los coches. Aunque la lluvia ácida es común en algunas ciudades de Brasil donde hay gran concentración de coches, en Manaos y otras ciudades del Amazonas la situación se ve agravada por el prolongado período de sequía y el humo de los incendios forestales.
| Parámetros climáticos promedio de Manaos, Brasil (1961-1990) | Parámetros climáticos promedio de Manaos, Brasil (1961-1990) | Parámetros climáticos promedio de Manaos, Brasil (1961-1990) | Parámetros climáticos promedio de Manaos, Brasil (1961-1990) | Parámetros climáticos promedio de Manaos, Brasil (1961-1990) | Parámetros climáticos promedio de Manaos, Brasil (1961-1990) | Parámetros climáticos promedio de Manaos, Brasil (1961-1990) | Parámetros climáticos promedio de Manaos, Brasil (1961-1990) | Parámetros climáticos promedio de Manaos, Brasil (1961-1990) | Parámetros climáticos promedio de Manaos, Brasil (1961-1990) | Parámetros climáticos promedio de Manaos, Brasil (1961-1990) | Parámetros climáticos promedio de Manaos, Brasil (1961-1990) | Parámetros climáticos promedio de Manaos, Brasil (1961-1990) | Parámetros climáticos promedio de Manaos, Brasil (1961-1990) |
| Mes                                                          | Ene.                                                         | Feb.                                                         | Mar.                                                         | Abr.                                                         | May.                                                         | Jun.                                                         | Jul.                                                         | Ago.                                                         | Sep.                                                         | Oct.                                                         | Nov.                                                         | Dic.                                                         | Anual                                                        |
| ------------------------------------------------------------ | ------------------------------------------------------------ | ------------------------------------------------------------ | ------------------------------------------------------------ | ------------------------------------------------------------ | ------------------------------------------------------------ | ------------------------------------------------------------ | ------------------------------------------------------------ | ------------------------------------------------------------ | ------------------------------------------------------------ | ------------------------------------------------------------ | ------------------------------------------------------------ | ------------------------------------------------------------ | ------------------------------------------------------------ |
| Temp. máx. abs. (°C)                                         | 35.4                                                         | 36.1                                                         | 36.2                                                         | 35.1                                                         | 33.8                                                         | 33.7                                                         | 35.1                                                         | 37.6                                                         | 38.0                                                         | 37.5                                                         | 38.2                                                         | 35.4                                                         | 38.2                                                         |
| Temp. máx. media (°C)                                        | 30.5                                                         | 30.4                                                         | 30.6                                                         | 30.7                                                         | 30.6                                                         | 31                                                           | 31.3                                                         | 32.6                                                         | 32.9                                                         | 32.8                                                         | 32.1                                                         | 31.3                                                         | 31.4                                                         |
| Temp. media (°C)                                             | 26.1                                                         | 25.9                                                         | 26                                                           | 26.2                                                         | 26.2                                                         | 26.4                                                         | 26.5                                                         | 27.3                                                         | 27.7                                                         | 27.7                                                         | 27.2                                                         | 26.6                                                         | 26.7                                                         |
| Temp. mín. media (°C)                                        | 23.1                                                         | 23.1                                                         | 23.2                                                         | 23.3                                                         | 23.3                                                         | 23                                                           | 22.7                                                         | 23                                                           | 23.5                                                         | 23.7                                                         | 23.7                                                         | 23.5                                                         | 23.3                                                         |
| Temp. mín. abs. (°C)                                         | 18.5                                                         | 19.5                                                         | 20.0                                                         | 18.5                                                         | 19.5                                                         | 19.5                                                         | 12.1                                                         | 18.1                                                         | 20.3                                                         | 20.8                                                         | 18.3                                                         | 19.5                                                         | 12.1                                                         |
| Lluvias (mm)                                                 | 264.2                                                        | 289.5                                                        | 335.4                                                        | 311.2                                                        | 279.2                                                        | 115.4                                                        | 85.4                                                         | 47.3                                                         | 73.7                                                         | 112.6                                                        | 173.8                                                        | 219.6                                                        | 2307.4                                                       |
| Días de lluvias (≥ 1 mm)                                     | 19                                                           | 18                                                           | 20                                                           | 18                                                           | 17                                                           | 11                                                           | 8                                                            | 6                                                            | 6                                                            | 9                                                            | 12                                                           | 16                                                           | 160                                                          |
| Horas de sol                                                 | 114.3                                                        | 87.7                                                         | 98.5                                                         | 111.9                                                        | 148.6                                                        | 184.8                                                        | 214.2                                                        | 225                                                          | 200.5                                                        | 171.2                                                        | 140.9                                                        | 130.9                                                        | 1828.5                                                       |
| Humedad relativa (%)                                         | 86                                                           | 87                                                           | 88                                                           | 87                                                           | 87                                                           | 83                                                           | 80                                                           | 77                                                           | 77                                                           | 79                                                           | 81                                                           | 85                                                           | 83.1                                                         |
| Fuente: Brazilian National Institute of Meteorology (INMET). |                                                              |                                                              |                                                              |                                                              |                                                              |                                                              |                                                              |                                                              |                                                              |                                                              |                                                              |                                                              |                                                              |

## Demografía

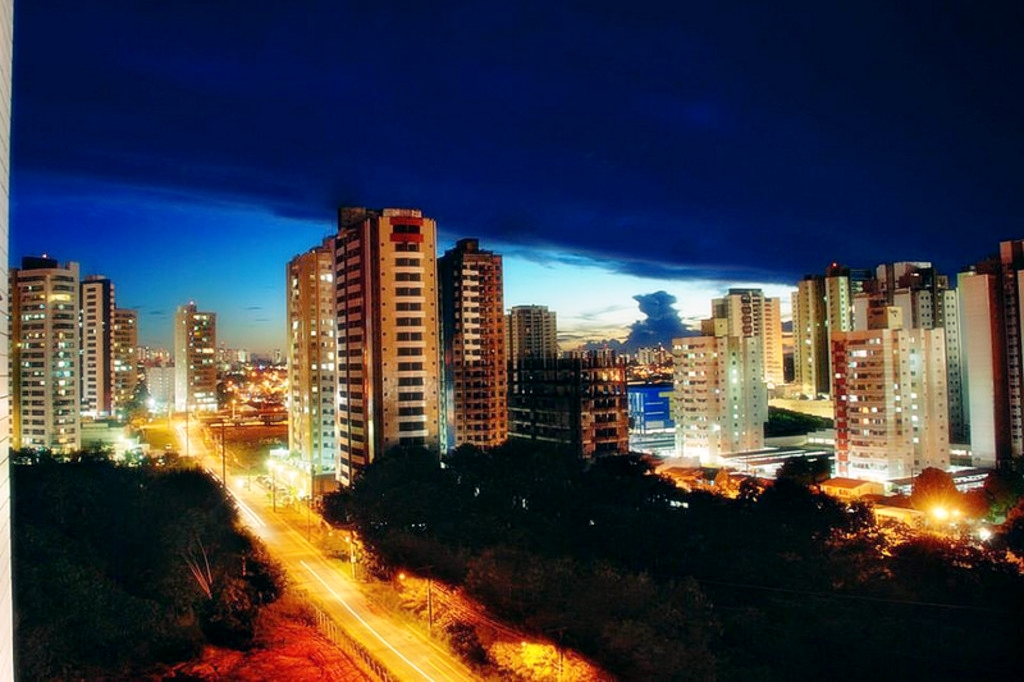
Vista parcial de Manaus durante la noche.

La población de Manaos, según el Instituto Brasileño de Geografía y Estadística (IBGE), fue de 2.219.580 habitantes en 2020. Es la séptima ciudad más poblada de Brasil, tras São Paulo, Río de Janeiro, Salvador, Brasilia, Fortaleza y Belo Horizonte. El 50,4 % de la población de la ciudad son hombres y el 49,6 % son mujeres; el 99,36 % vive en el área urbana y el 0,64 % en un entorno rural. Entre las once ciudades brasileñas más pobladas, Manaos fue la que más crecimiento poblacional tuvo en la última década, con un crecimiento de 22,24%, sobrepasando a Recife y a Curitiba. Además de Manaos, solamente Brasilia registró un crecimiento por encima de la media nacional. El municipio registró, en 2012, un índice de mortalidad infantil de 14,24 por cada mil nacimientos. La tasa de fecundidad es de 2,1 hijos por mujer, que cayó un 30% en los últimos años. La tasa de alfabetización es considerable y alcanza 97,63% de la población.
La mayor parte de la población se encuentra en las regiones norte y este de la ciudad, siendo la Cidade Nova el barrio más populoso, con 121.135 habitantes.
Con el inicio de la industrialización en la ciudad, y tras la instalación del Polo Industrial de Manaos en 1967, el crecimiento demográfico y la población aumentaron considerablemente, tanto en la ciudad como en las regiones y ciudades cercanas. Según los resultados del último censo, la población de la ciudad aumentó de 343.038 habitantes en 1960 a 622.733 en 1970. Para 1990 la población creció a 1.025.979 habitantes, lo que aumentó su densidad a 90,0 hab/km². En términos porcentuales, el aumento de la población entre 1960 y 1970 fue de 40%, mientras que de 1970 a 1980 fue del 94%.
El Índice de Desarrollo Humano (IDH) fue de 0,737, de acuerdo con los datos de 2010. La esperanza de vida en la ciudad es de 74,5 años, un poco más alto que la media nacional. En las zonas sur, centro-sur y centro-oeste, la esperanza de vida asciende a 79,03 años. El 99,63% de los hogares en la ciudad están conectados a la red de energía eléctrica, el 89.65% tienen servicio de red de saneamiento, y el 98,29% son atendidos por el servicio de recolección de basura, mientras que el 91,61% tienen agua potable.

## Medio ambiente y urbanización

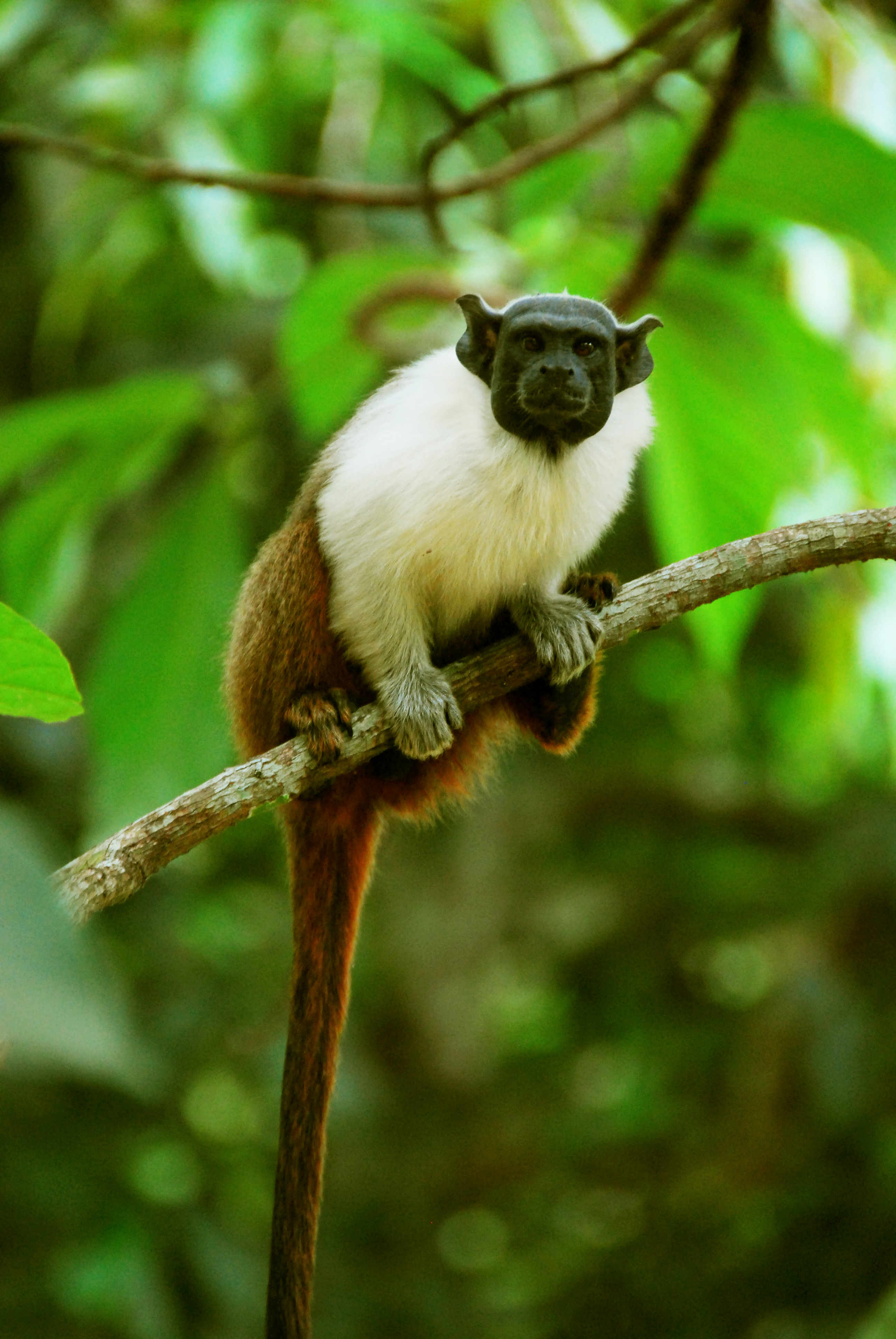
Tamarino calvo, animal símbolo de Manaus, en peligro de extinción debido a la expansión urbana.

Uno de los grandes atractivos de Manaos es su localización geográfica: una ciudad construida en plena selva amazónica. Es posible acceder a reservas a pocos kilómetros de la ciudad. 
Por otro lado, el crecimiento de la ciudad, generó algunos problemas, como la pérdida de su área verde, y con ello, de la gran biodiversidad propia del Amazonas. Sin embargo, a través de la Zona de Libre Comercio y el Polo Industrial limpio, el gobierno brasileño pretende combinar en la ciudad el desarrollo económico con la protección del medio ambiente.
El puente sobre el río Negro (afluente del río Amazonas) es uno de los más grandes puentes atirantados de Brasil y uno de los más grandes del mundo, solo superado por el puente de Angostura sobre el río Orinoco, entre Ciudad Bolívar (capital del Estado Bolívar) y Soledad en Venezuela.
Junto a la Casa de la Ópera (Teatro Amazonas), el puente ha sido considerado como el monumento más grande y más importante de arquitectura de la Amazonia, lo que representa un hito en la integración de la región metropolitana de Manaos (MMR), fundada en 2007, con ocho municipios y cerca de 2 millones de habitantes.

## Barrios de Manaos
El primer barrio creado en Manaos fue el Educandos. Después, las demás áreas de la ciudad pasaron a tener denominaciones propias, pues la división se hizo por distritos. Con la implantación de la Zona Franca de Manaos en 1967 por el régimen militar y con la creación del polo industrial, la ciudad fue ampliada, creándose nuevos barrios y nuevos distritos en el municipio. La ciudad se dividió en cinco áreas urbanas, las zonas este y norte de la ciudad, más pobladas; el centro histórico, donde está situado el Teatro Amazonas,  hito referencial de la ciudad; el distrito de la Ponta Negra, el lugar residencial más famoso de Manaos; y el distrito Industrial, donde se instalaron las grandes empresas atraídas por los beneficios de la zona libre.
- Cidade Nova
- Colônia Santo Antônio
- Colônia Terra Nova
- Monte das Oliveiras
- Nova Cidade
- Novo Israel
- Santa Etelvina
- Armando Mendes
- Cidade de Deus
- Colônia Antônio Aleixo
- Coroado
- Gilberto Mestrinho
- Jorge Teixeira
- Mauazinho
- Novo Aleixo
- Puraquequara
- São José Operário
- Tancredo Neves
- Zumbi dos Palmares
- Adrianópolis
- Aleixo
- Betânia
- Cachoeirinha
- Centro
- Chapada
- Colônia Oliveira Machado
- Crespo
- Distrito Industrial I
- Distrito Industrial II
- Educandos
- Flores
- Japiim
- Morro da Liberdade
- Nossa Senhora das Graças
- Nossa Senhora de Aparecida
- Parque 10 de Novembro
- Petrópolis
- Praça 14 de Janeiro
- Presidente Vargas
- Raíz
- Santa Luzia
- São Francisco
- São Geraldo
- São Lázaro
- Vila Buriti
- Compensa
- Glória
- Lírio do Vale
- Nova Esperança
- Ponta Negra
- Santo Agostinho
- Santo Antônio
- São Jorge
- São Raimundo
- Tarumã
- Vila da Prata
- Alvorada
- Bairro da Paz
- Dom Pedro II
- Planalto
- Redenção
- Lago Azul
- Tarumã-Açú

## En la literatura
La novela Manaos del español Alberto Vázquez-Figueroa, sobre la fiebre del caucho, está ambientada en Manaus.

## Ciudades hermanas
- Ecuador - El Coca

- Colombia - Leticia
- Venezuela - Ciudad Bolívar [cita requerida]
- Perú - Iquitos [cita requerida]
- Perú - Paita [cita requerida]
- Perú - Pucallpa
- Perú - Caballococha
- Perú - Yurimaguas
- Brasil - Río de Janeiro [cita requerida]
- Brasil - Goiânia [cita requerida]
- Brasil - Belém [cita requerida]
- Brasil - Tabatinga
- Italia - Perugia [cita requerida]
- Portugal - Braga
- Estados Unidos - Salt Lake City [cita requerida]
- Estados Unidos - Mesa [cita requerida]
- Estados Unidos - Charlotte
- Estados Unidos - Austin [cita requerida]
- Japón - Hamamatsu [cita requerida]
- República Popular China - Shanghái [cita requerida]
- República Dominicana - Santo Domingo[61]
- Israel - Jerusalén[62][63]